# Villoruela
Villoruela ist ein westspanischer Ort und eine Gemeinde (municipio) mit nur noch 731 Einwohnern (Stand: 2024) im Osten der Provinz Salamanca in der Region Kastilien und León.

## Lage und Klima
Der ca. 825 m hoch gelegene Ort Villoruela liegt im Süden der altkastilischen Hochebene (meseta). Die Großstadt Salamanca ist knapp 20 km in westsüdwestlicher Richtung entfernt. Das Klima im Winter ist durchaus kühl; die geringen Niederschlagsmengen (ca. 410 mm/Jahr) fallen – mit Ausnahme der eher trockenen Sommermonate – verteilt übers ganze Jahr.

## Bevölkerungsentwicklung
| Jahr      | 1970 | 1981 | 1991 | 2001 | 2011 | 2021 |
| Einwohner | 1072 | 1039 | 1081 | 989  | 888  | 761  |

Der Bevölkerungsrückgang in der zweiten Hälfte des 20. Jahrhunderts ist im Wesentlichen auf die Mechanisierung der Landwirtschaft und die Aufgabe bäuerlicher Kleinbetriebe zurückzuführen (Landflucht).

## Sehenswürdigkeiten
- Peterskirche (Iglesia de San Pedro Apostól), 1555 erbaut
- Kloster Santa María La Alta, 1510 begründet
- Rathaus

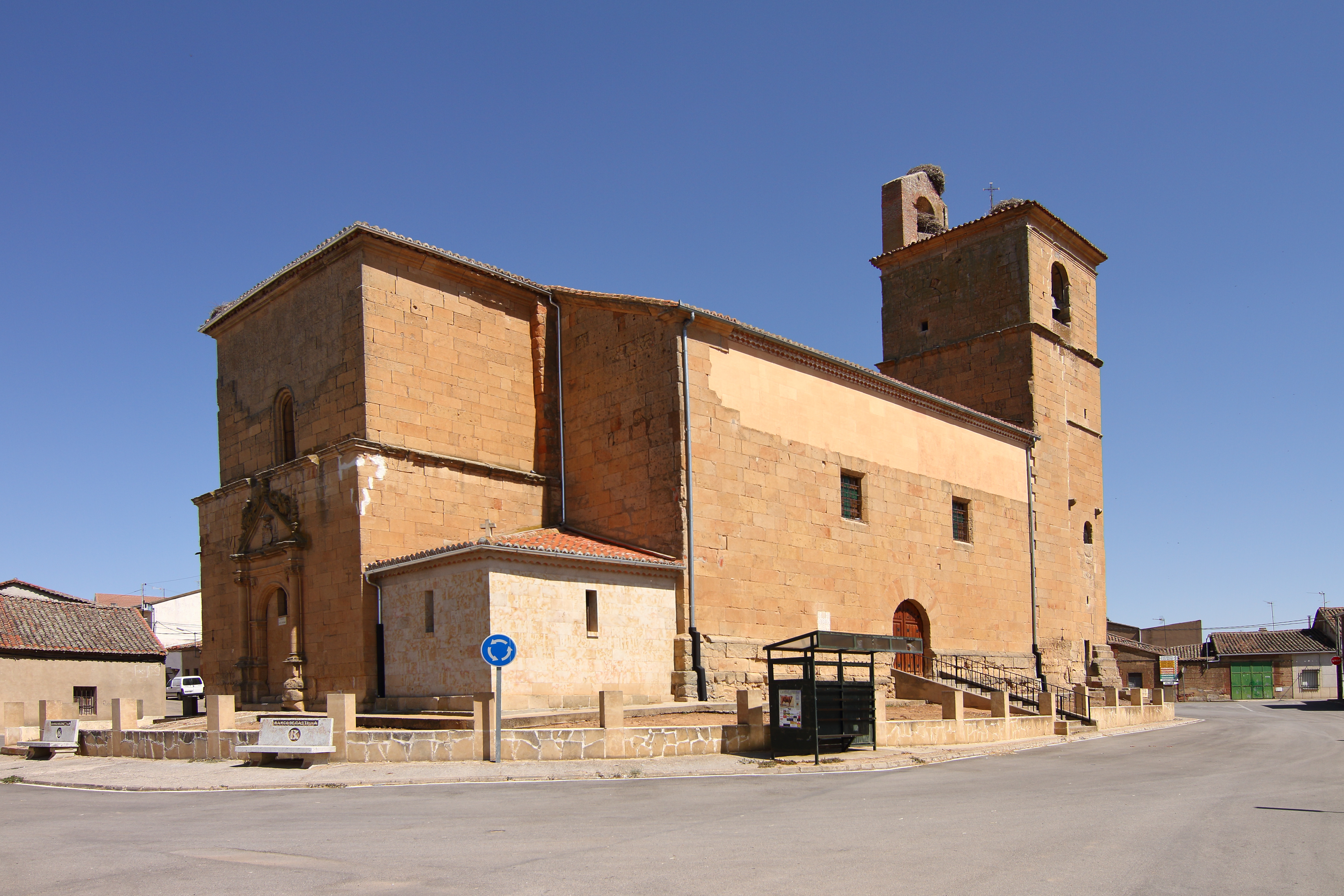
Peterskirche
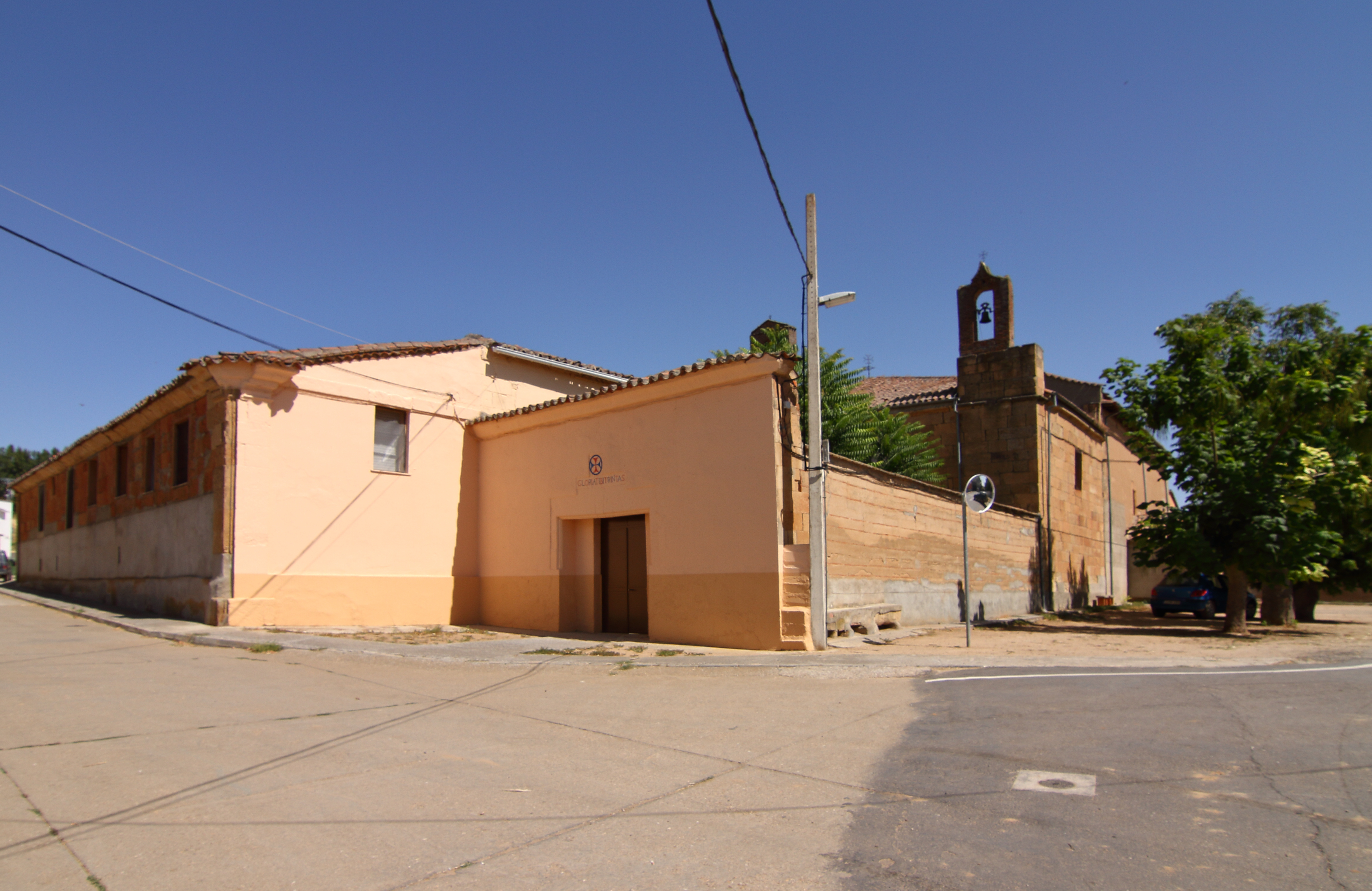
Kloster Santa María La Alta
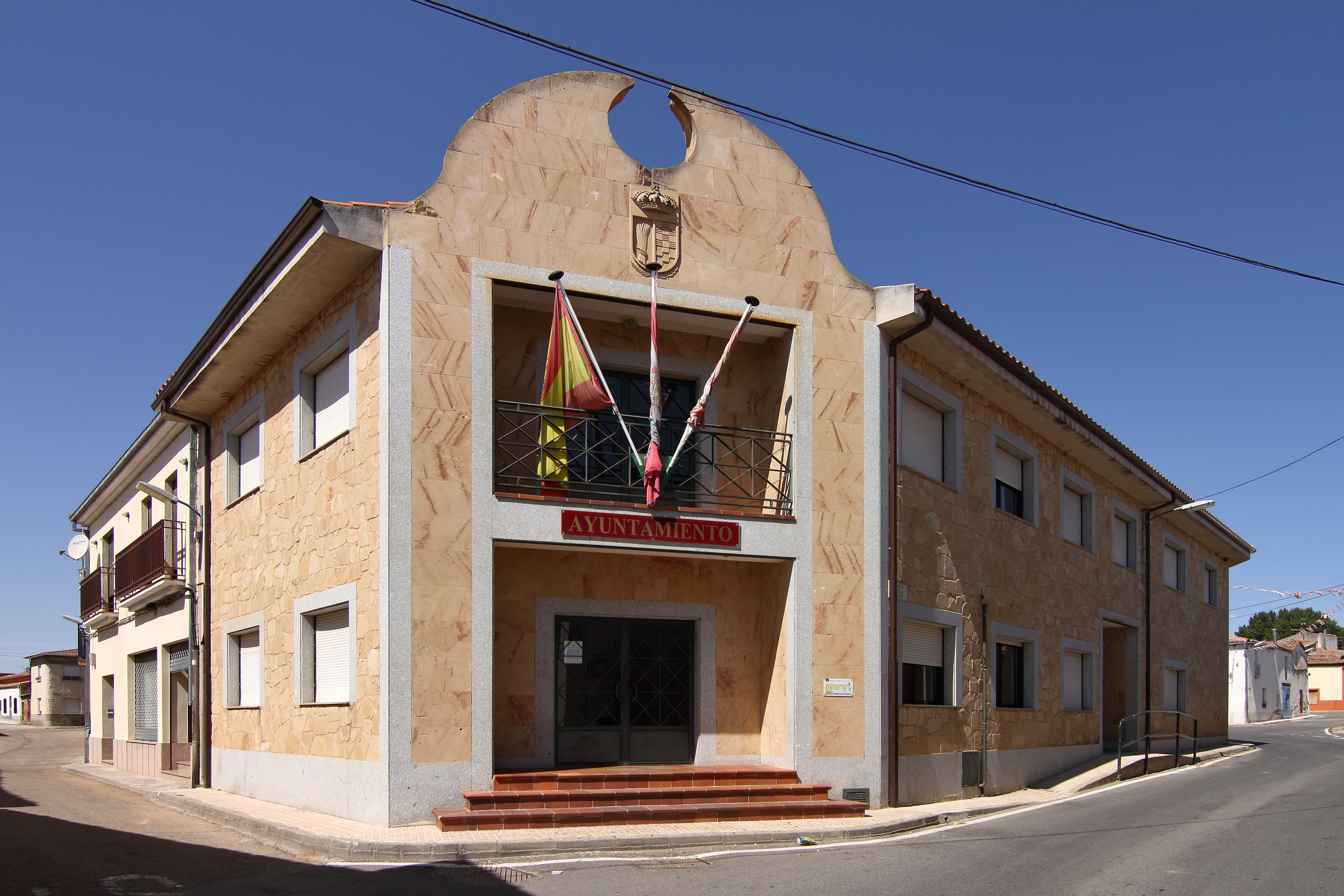
Rathaus